# Bairdoppilata sinusaquilensis
Bairdoppilata sinusaquilensis is een mosselkreeftjessoort uit de familie van de Bairdiidae. De wetenschappelijke naam van de soort is voor het eerst geldig gepubliceerd in 1979 door Hartmann.